# Parc Charruyer
 (juin 2025).
Motif : Travail inédit et manque de références secondaires centrées de qualité d'envergure nationale
- Archive Wikiwix
- Bing
- Cairn
- DuckDuckGo
- E. Universalis
- Gallica
- Google
- G. Books
- G. News
- G. Scholar
- Persée
- Qwant
- (zh) Baidu
- (ru) Yandex
- (wd) trouver des œuvres sur Wikidata

| 1. | Préciser le motif de la pose du bandeau. | Précisez le motif de la pose du bandeau en utilisant la syntaxe suivante : {{admissibilité à vérifier\|date=juillet 2025\|motif=remplacez ce texte par le motif}}                   |
| 2. | Informer les utilisateurs concernés.     | Pensez à avertir le créateur de l'article, par exemple, en insérant le code ci-dessous sur sa page de discussion : {{subst:avertissement admissibilité à vérifier\|Parc Charruyer}} |

 (juillet 2024).
- Si vous ne connaissez pas le sujet, laissez ce bandeau (vous pouvez alors contacter les auteurs).
- Si vous supprimez le contenu mis en cause (vous pouvez préalablement contacter les auteurs),

argumentez précisément cette suppression dans la page de discussion
(un manque de référence n'est pas un argument ; une recherche réelle de référence doit avoir été effectuée, être formellement documentée).
 (juillet 2024).
Le parc Charruyer est un parc situé à La Rochelle. Avec ses 40 hectares sur près de 2 km de long, il est le plus vaste parc du centre de la ville.

## Historique
Le parc est établi grâce au legs de Mademoiselle Adèle Charruyer, fille de l'armateur Étienne Charruyer et nièce d'Édouard Charruyer. Il est aménagé à partir du 6 mai 1887 sur 40 hectares de terrains militaires marécageux situés aux pieds des fortifications ouest de la ville, datant de l'enceinte de 1685. Achevé le 31 décembre 1890, il est appelé à l'origine le parc Monceau rochelais. Le parc Charruyer avec les allées du Mail sont un site classé (tout critère) par arrêté du 28 octobre 1931. Long de 2 kilomètres et large de 200 mètres, il est parcouru par deux ruisseaux, le Fétilly et le Lafond, qui se jettent dans l’océan. C’est un parc à l’anglaise, aux allées sinueuses et ombragées par de grands arbres[source secondaire souhaitée].
Survivance des fortifications de la ville, on peut découvrir en parcourant le parc : la redoute nommée Le Paté à l'époque où le Génie occupait les lieux (ouvrage fortifié qui surplombe le parc animalier tout près du Mail), la porte des deux-Moulins (réaménagée au XIXe siècle) et son fortin et la porte Neuve (réaménagée au XIXe siècle). À la suite du déclassement de la ville, les murs d'enceinte faisant la limite est du parc ont simplement été recouverts de terre et leurs parties hautes constituent aujourd'hui[Quand ?] le chemin des remparts.

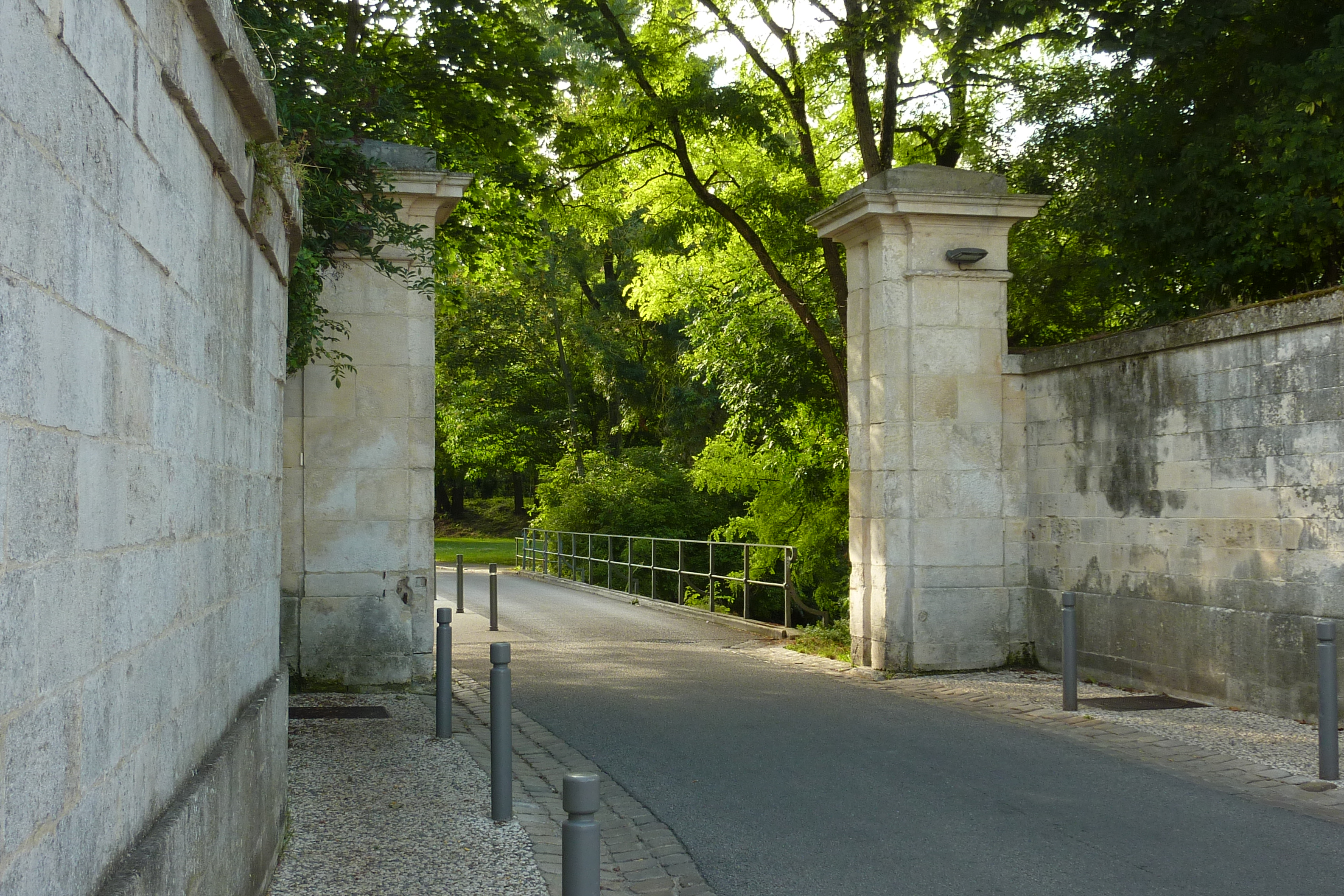
Porte Neuve.

### Parc animalier Charles-Édouard Beltrémieux
Dès l'origine, des animaux sont présents dans le parc, notamment avec des volières[source secondaire souhaitée].
À partir de 1945 se développe un petit parc zoologique qui invite à découvrir perroquets et paons, chèvres naines et baudets du Poitou.[style à revoir] Le parc animalier Charles-Édouard Beltrémieux, d'une superficie de 4 ha, est officiellement créé en 1950[source secondaire souhaitée]. Il porte le nom de Charles Édouard Beltrémieux, conservateur du muséum de La Rochelle et maire de la ville.
L'un des objectifs du parc est la conservation des espèces animales locales :
- poules de Marans,
- oies blanches du Poitou,
- canards de Barbarie,
- chèvres poitevines,
- baudets du Poitou, etc.

auxquels s'ajoutent :
- des daims,
- des perruches,
- des paons, etc.

Les animaux évoluent en liberté ou en semi-liberté pour la plupart excepté certaines espèces qui sont en captivité dans les enclos ou en volières.
Le parc compte aujourd'hui[Quand ?] 360 animaux, son accès est gratuit[source secondaire souhaitée].

## Galerie

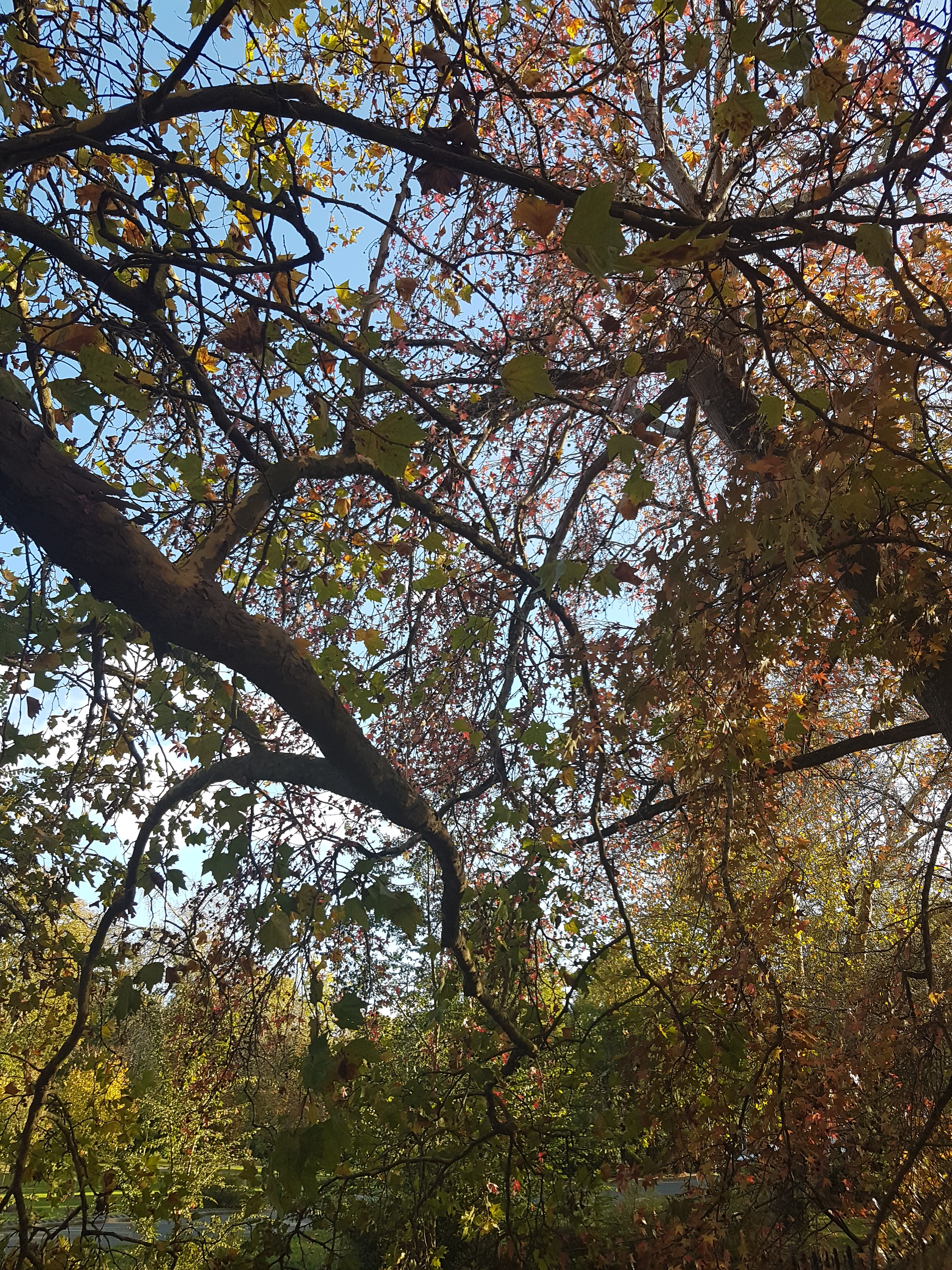
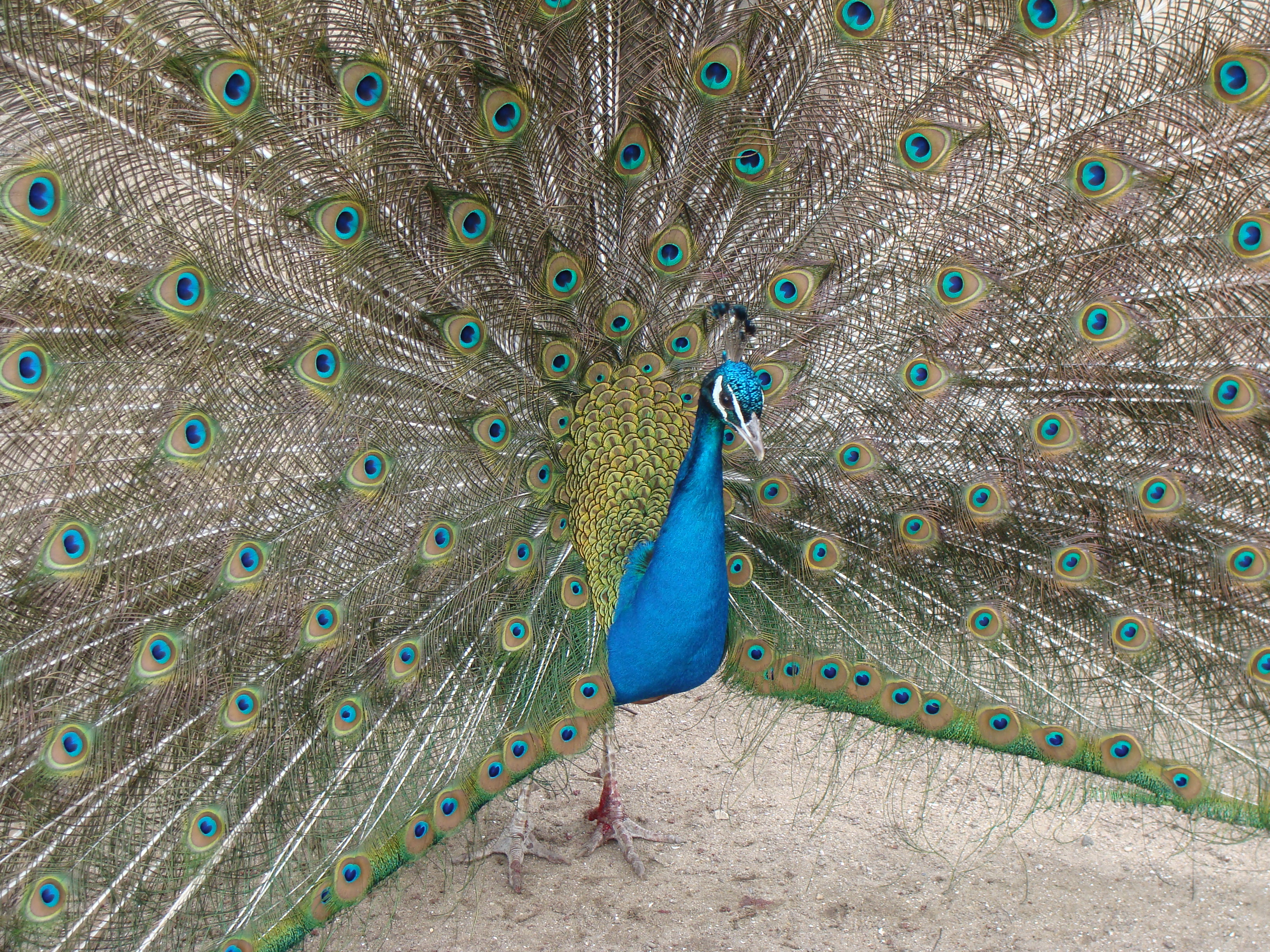
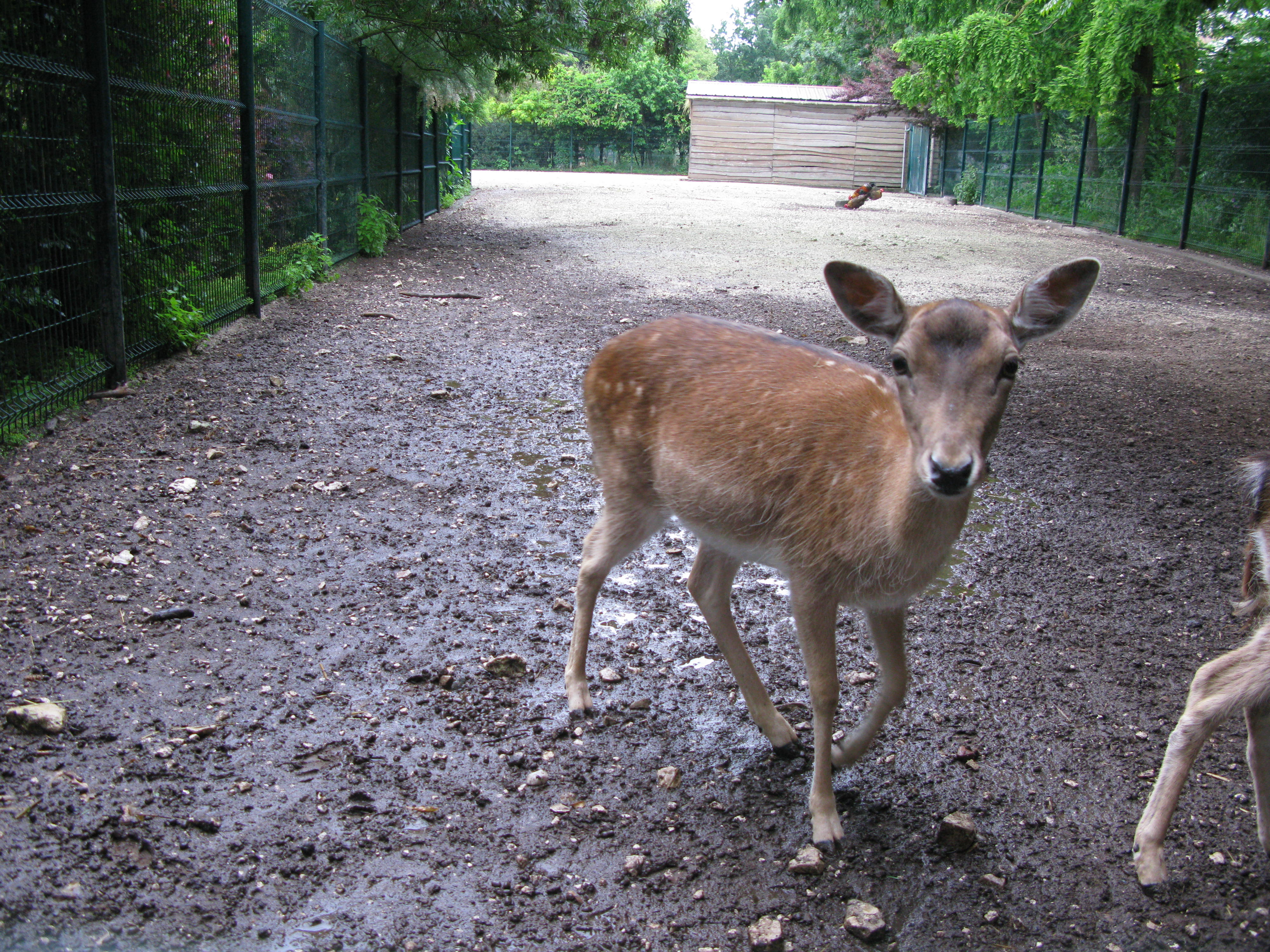